# Реабілітовані історією
Реабілітовані історією — науково-документальна серія книг, покликана відновленню історичної справедливості, ґрунтовному висвітленню трагічних подій в історії України, поверненню їй незаслужено забутих імен державних діячів, науковців, митців, робітників і селян, вшануванню тих, хто боровся за свободу і незалежність України. Станом на липень 2015 серія складається зі 100 томів.

## Передумови створення
Одним із пріоритетних напрямів наукових досліджень на початку 1990-х рр. в українській історіографії стала проблема «…створення та функціонування тоталітарної системи в Україні». Розсекречені документи державних та архіву ЦК Компартії України, її місцевих партійних комітетів, матеріали архівних підрозділів колишнього Комітету державної безпеки УРСР, опубліковані спогади колишніх в'язнів ГУЛАГу стали головною джерельною базою для дослідників. Це уможливило проведення фундаментальних досліджень з проблем впровадження сталінської моделі соціалізму в Україні; державного терору/політичних репресій як методу управління; ролі радянських правоохоронних органів як одного з інструментів державного терору.
Відповідаючи на соціальний запит суспільства, Національна академія наук, Інститут історії України НАН України, Служба безпеки України, спільно з Державним комітетом по пресі, Українським історико-просвітницьким товариством «Меморіал» імені В. Стуса, Всеукраїнською Спілкою краєзнавців ініціювали Державну програму науково-документальної серії книг «Реабілітовані історією».
Водночас Державна програма «Реабілітовані історією» — наукове видання, що збагатило вітчизняну науку новим оригінальним фактичним матеріалом, ввело у науковий обіг і оприлюднило раніше закриті для дослідників документи вищого партійно-державного керівництва СРСР та УРСР, колишніх спеціальних служб, правоохоронних органів, відкрило широкі можливості для наукового вивчення і узагальнення проблем зародження і функціонування комуністичного режиму в Україні.

## Правове підґрунтя
Правовим підґрунтям Державної програми «Реабілітовані історією» став Закон України від 17 квітня 1991 р. «Про реабілітацію жертв репресій комуністичного тоталітарного режиму 1917-1991 років» (назва закону в редакції № 2803-XII від 19 листопада 1992 р.: «Про реабілітацію жертв політичних репресій в Україні»). Верховна Рада визнала: «Мільйони безвинних людей на підставі антигуманних і антидемократичних законів та внаслідок прямого беззаконня і свавілля зазнали переслідувань за свою політичну діяльність, висловлювання та релігійні переконання». Рішуче відмежувавшись від методів державного терору, Верховна Рада УРСР одним із своїх пріоритетів проголосила відновлення історичної справедливості.
Листа-звернення про вищих органів влади та управління незалежної України підписали Голова СБУ Євген Марчук, президент НАН України, академік НАН України Борис Патон та академік НАН України Петро Тронько.

6 квітня 1992 р. Верховна Рада України прийняла спеціальну постанову № 2256-ХІІ «Про підготовку багатотомного науково-документального видання про жертви репресій в Україні»:
Враховуючи, що в умовах національного і культурного відродження України, розбудови її державності виняткового значення набувають питання глибокого і всебічного вивчення національної історії, особливо тих її сторінок, які протягом тривалого часу невиправдано замовчувалися, Президія Верховної Ради України постановляє:
1. Підтримати пропозицію Академії наук України, Служби безпеки України, Державного комітету по пресі України, Українського культурно-просвітницького товариства «Меморіал» імені В. Стуса, Всеукраїнської спілки краєзнавців щодо необхідності підготовки багатотомного науково-документального видання про жертви репресій на Україні.

[…]
Кабінету Міністрів України, Академії наук України, Служби безпеки України доручалося вирішити питання щодо наукового, організаційного та матеріально-технічного забезпечення підготовки і випуску видання.

## Головна редакційна колегія
Постановою Кабінету Міністрів України № 530 від 11 вересня 1992 р. була утворена Головна редакційна колегія науково-документальної серії книг «Реабілітовані історією» у складі 22 осіб, яку очолив академік НАН України П. Тронько, заступниками стали Ю. Данилюк, Г. Ковтун.
Нині до складу Головної редколегії згідно з постановою Кабінету Міністрів України № 1124 від 28.11.2012 р., розпорядження Кабінету Міністрів України № 1023-р від 17.12.2012 р., наказу Головної редколегії науково-документальної серії книг «Реабілітовані історією» від 10.01.2013 р. входять: член-кореспондент НАН України В. Солдатенко (голова редколегії), академік НАН України В. Литвин (головний редактор), академік НАН України В. Смолій (заступник голови), член-кореспондент НАН України О. Реєнт (заступник Голови), О. Рубльов (заступник Голови), С. А. Кокін (заступник Голови), Р. Ю. Подкур (відповідальний секретар), О. Бажан, Ю. Богуцький, член-кореспондент НАН України Г. Боряк, Д. В. Вєдєнєєв, академік НАН України В. Г. Кремень, В. В. Кривошея, академік НАН України Ю. А. Левенець, С. І. Лекарь, В. С. Лозицький, Н. В. Маковська, О. В. Музичук, Л. М. Новохатько, Г. В. Папакін, С. В. Сергеєв, академік НАПрН України Д. Табачник, І. Б. Усенко, А. С. Чайковський.
Раді Міністрів Автономної Республіки Крим, державним адміністраціям областей та міст Києва і Севастополя рекомендувалось затвердити редакційні колегії, створити при них штатні редакційно-видавничі групи, вирішити за рахунок місцевих бюджетів питання фінансування і матеріального забезпечення видання.
Постановою передбачалось, зокрема, створення при видавництві «Українська енциклопедія» імені М. П. Бажана спеціалізованого науково-редакційного виробничого підрозділу, Міністерству фінансів і Міністерству економіки рекомендувалось передбачити щорічне виділення фінансування на підготовку і випуск названої серії книг, спеціалізованого журналу «З архівів ВУЧК-ГПУ-НКВД-КГБ», наукові відрядження тощо.
Постановою Президії Академії наук України № 324 від 9 грудня 1992 р. Державна програма підготовки багатотомної серії книг «Реабілітовані історією» була визначена як один з пріоритетних напрямів дослідження національної історії.

## Видання
Спільними зусиллями Головної редколегії науково-документальної серії книг «Реабілітовані історією», Інституту історії України НАН України, Служби безпеки України, Державного комітету архівів України, обласних державних адміністрацій, численних науковців, архівістів, журналістів, краєзнавців регіональними редколегіями серії «Реабілітовані історією» в областях України та Автономній Республіці Крим видано станом на липень 2015 року 100 томів.
За архівно-слідчими справами, які зберігаються у Національному архівному фонді України, працівниками обласних науково-редакційних груп виявлено й складено картки на понад 700 тисяч репресованих громадян. Розпочаті дослідження депортацій 1930–1950-х років та виявлення імен депортованих громадян. Створюється електронна Національна база жертв політичних репресій.